# Wiley (Schiff)
Die USS Wiley (DD-597) war ein Zerstörer der United States Navy. Der Zerstörer war das letzte in Dienst gestellte Schiff der Fletcher-Klasse und wurde im Zweiten Weltkrieg eingesetzt. 1946 wurde der Zerstörer außer Dienst gestellt und gehörte bis 1968 zur Reserveflotte. Im April 1970 wurde die USS Wiley zum Abbruch verkauft.

## Namensgeber
William Wiley war Angehöriger der US Navy. Im Amerikanisch-Tripolitanischen Krieg gehörte er zum amerikanischen Kontingent, das unter der Führung von Lieutenant Stephen Decatur 1803 die von der tripolitanischen Flotte erbeutete Philadelphia im Hafen von Tripolis enterte und in Brand setzte.

## Technik

### Rumpf und Antrieb
Der Rumpf der USS Wiley war 114,7 m lang und 12,1 m breit. Der Tiefgang betrug 5,4 m, die Verdrängung 2.100 ts (2.134 t). Der Antrieb des Schiffs erfolgte durch zwei Dampfturbinen von General Electric, der Dampf wurde in vier Kesseln von Babcock & Wilcox erzeugt. Die Wellenleistung betrug 60.000 hp (45 MW), die Höchstgeschwindigkeit lag bei 35 kn (65 km/h).

### Bewaffnung und Elektronik
Hauptbewaffnung des Zerstörers waren bei Indienststellung die fünf 5"/38 Mk.30-Einzeltürme. Zur Flugabwehr befanden sich zehn 40-mm-Flugabwehrkanonen und zehn 20-mm-Geschütze an Bord.
Die USS Wiley war mit Radar ausgerüstet. Am Mast über der Brücke waren ein SG- und ein SC-Radar montiert, mit denen Flugzeuge auf Entfernungen zwischen 15 und 30 Seemeilen und Schiffe in Entfernungen zwischen 10 und 22 Seemeilen geortet werden konnten. Zur Unterwasserortung war ein QC-Sonar eingebaut.

## Geschichte
Die USS Wiley wurde am 10. August 1943 auf der Puget Sound Navy Yard auf Kiel gelegt und lief am 25. September 1944 vom Stapel. Taufpatin war die Ehefrau von Vice Admiral Herbert V. Wiley. Am 22. Februar 1945 wurde der Zerstörer unter dem Kommando von Commander B. P. Field, Jr., als letztes Schiff der Fletcher-Klasse in Dienst gestellt.
Nach Abschluss der Erprobungsfahrten lief der Zerstörer nach Pearl Harbor. Nach dreiwöchiger Ausbildung vor Oʻahu eskortierte sie den Geleitflugzeugträger USS Cape Gloucester über Leyte in die Subic-Bucht, die die Schiffe am 13. Juli erreichten. Die USS Wiley verließ die Subic-Bucht am 9. August und eskortierte einen kleinen aus Tankern bestehenden Geleitzug zu den Ryūkyū-Inseln.
Nach der Kapitulation Japans wurde der Zerstörer vor der chinesischen Küste eingesetzt. Am 6. September 1945 deckte die Wiley zusammen mit den Kreuzern der Cruiser Division 6 die Landung amerikanischer Truppen bei Incheon in Korea. Vom 12. Oktober bis zum 18. November gehörte sie zur Task Force (TF) 77, die um die Flugzeugträger Antietam und Boxer gebildet wurde und im Golf von Bohai operierte. Anschließend wurde sie zum Transport von Passagieren und Post zwischen Incheon und Shanghai, Tsingtau sowie Taku eingesetzt. Am 30. November kehrte sie nach Incheon zurück. Die Wiley lief im Dezember 1945 über Guam, Eniwetok und Pearl Harbor nach San Francisco. Dort lief sie am 3. Januar 1946 ein. Am 11. März wurde ihre Inaktivierung befohlen und sie verlegte am nächsten Tag nach San Diego, wo sie ab 15. Mai 1946 als Teil der Reserveflotte eingemottet wurde.
Am 1. Mai 1968 wurde sie aus der Flottenliste gestrichen und am 2. April 1970 zum Abbruch verkauft.